# سليمان خالد العدساني
سليمان خالد العدساني، (1884 - 1975)، نائب سابق في المجلس التشريعي الأول والثاني.

## سيرته
ولد سليمان خالد العدساني في حي القبلة في مدينة الكويت سنة 1884 م، وتعلم كما يتعلم أمثاله في ذلك الوقت في الكتاتيب، والتحق بالمجلس التشريعي عندما قام في سنة 1938 م، وبعدها أصبح أول مدير لبلدية الكويت وتحديدا في شهر أبريل لسنة 1929 م، واستمر في عمله هذا حتى سنة 1932 م، وكان عضوا لمجلس إدارة معارف الكويت في سنة 1936 م، ثم انتخب لعضوية المجلس نفسه مرة أخرى في سنة 1954 م، وكان قبل سنة انتخابه مديرا لإدارة ومالية المعارف منذ سنة 1951 م حتى سنة 1954 م حيث تفرغ لعضوية مجلس المعارف، وهو أحد الاعضاء ال14 لل المجلس التشريعي الكويتي الأول، وهو والد السياسي والدبلوماسي خالد سليمان العدساني.[بحاجة لمصدر]

## عضوياته
- أول مدير للبلدية عام 1930.
- عضو في النادي الادبي الكويتي عام 1923.
- عضو للمجلس البلدي عام 1932.
- عضو في مجلس المعارف عام 1936.
- عضو في المجلس التشريعي عام 1938.